# 堀川警察署

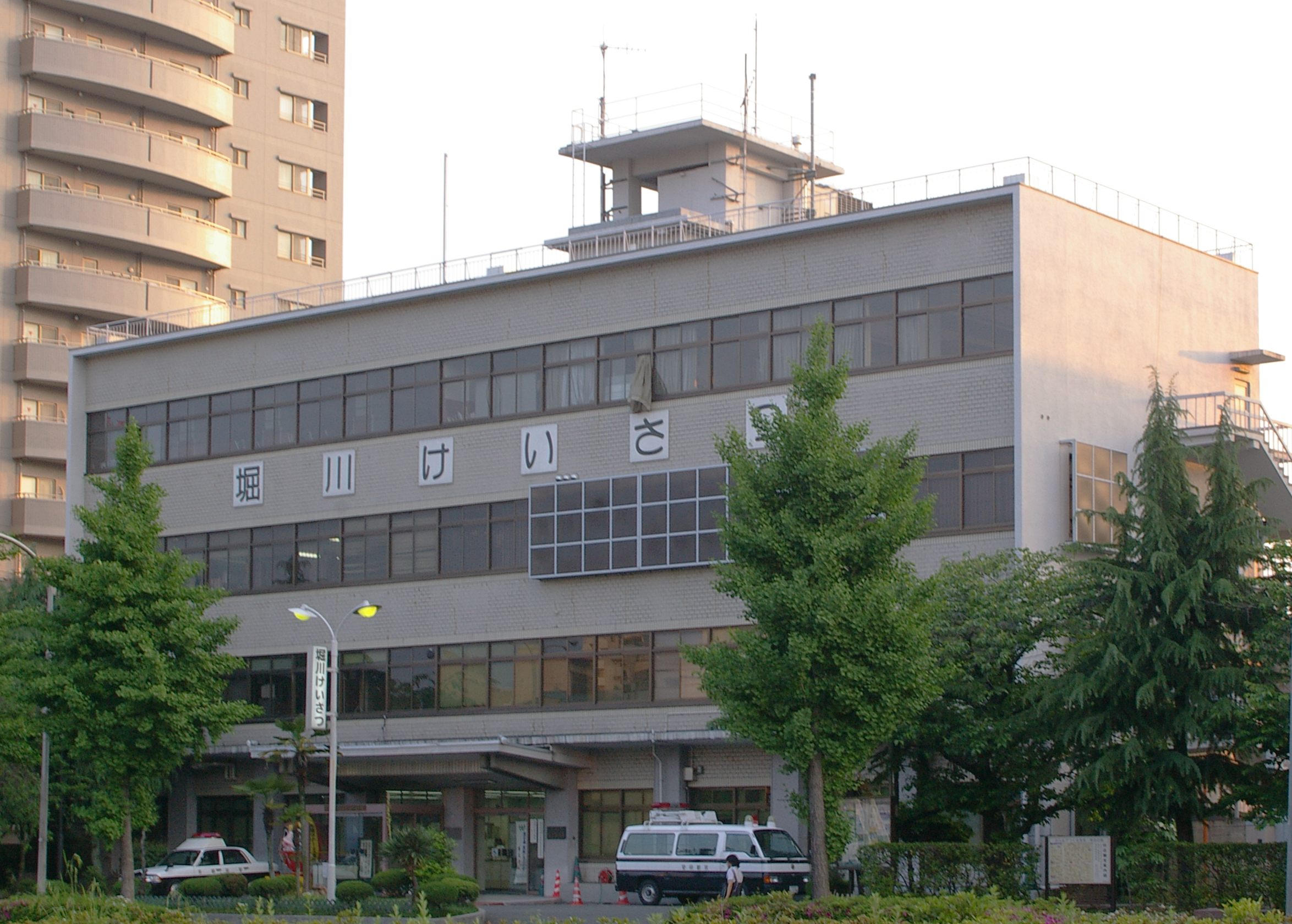
堀川警察署

堀川警察署（ほりかわけいさつしょ）は、かつて京都府警察が管轄していた警察署の一つである。警察署再編で、2012年（平成24年）3月31日に廃止された。管轄していた区域は、下京警察署、中京警察署に移管された。

## 所在地
- 京都市下京区堀川通松原下る柿本町568・569番合地

## 管轄区域
- 京都市下京区の一部
- 京都市中京区の一部

## 沿革
- 1955年（昭和30年）7月1日：京都市警察が京都府警察に統合。
- 2007年（平成19年）4月1日：京都府警察の警察署等の再編整備実施計画に基づき、前日まで西陣警察署が管轄していた中京区の一部を管轄に加え、堀川警察署が管轄していた上京区の一部の管轄を上京警察署に移す。
- 2012年（平成24年）3月31日：京都府警察の警察署等の再編整備実施計画に基づき、廃止された。管轄は下京警察署と中京警察署に引き継がれた。

## 交番
（ ）の中は所在地。
- 四条大宮交番（中京区四条通大宮西入錦大宮町）
- 二条駅前交番（中京区西ノ京星ケ池町）
- 西ノ京交番（中京区西ノ京西月光町）
- 佐井交番（中京区東中合町）
- 中堂寺交番（下京区中堂寺命婦町）
- 千本丸太町交番（中京区丸太町通千本西入聚楽廻東町）

## 駐在所
なし